# Onychogomphus fruhstorferi
Onychogomphus fruhstorferi är en trollsländeart som beskrevs av Maurits Anne Lieftinck 1934. Onychogomphus fruhstorferi ingår i släktet Onychogomphus och familjen flodtrollsländor. Inga underarter finns listade i Catalogue of Life.